# 1月22日
1月22日是阳历（平年）年的第22天，离一年结束还有343天（闰年是344天）。

## 大事记

### 20世紀以前
- 565年：東羅馬帝國皇帝查士丁尼一世逮捕君士坦丁堡普世牧首尤提齊烏斯，並將其流放。
- 754年：鉴真东渡到达日本。
- 1506年：教宗儒略二世建立直轄的宗座瑞士近衛隊，負責保護教宗國的獨立地位。
- 1689年：在英格蘭國王詹姆士二世逃往法國後，英格蘭國會召開非常議會討論王位問題。
- 1863年：波蘭會議王國民族主義者發起反抗俄羅斯帝國的一月起義，最終遭到軍隊鎮壓。
- 1879年：祖鲁王国的军队在伊散德尔瓦纳战役中击败英国军队。

### 20世紀
- 1901年：英国维多利亚女王去世，其长子爱德华七世继承王位。
- 1905年：俄羅斯軍隊在聖彼得堡的冬宮廣場開槍鎮壓請願工人，第一次俄國革命爆發。
- 1919年：烏克蘭人民共和國與西烏克蘭人民共和國簽訂統一協定。
- 1924年：拉姆齊·麥克唐納出任英國首相，成為英國史上首位工黨籍首相。
- 1935年：1935年臺灣市會及街庄協議會員選舉，為日治時期作為日本殖民地的台灣第一次舉行的選舉投票。
- 1944年：安奇奧之戰打響，結果為盟軍獲勝，為日後進攻羅馬鋪路
- 1951年：镇压反革命运动：毛泽东电告中共中央华南分局广东方面负责人称：“你们已杀了3700多，这很好，再杀三四千人”，“今年可以杀八九千人为目标”（未有正確史料記載）。[1]
- 1963年：西德總理康拉德·阿登納與法國總統夏爾·戴高樂在巴黎愛麗舍宮簽訂《愛麗舍條約》，象徵法國與德國的全面和解。
- 1968年：美國國家航空暨太空總署登月艙的首次飛行阿波羅5號從卡納維拉角太空軍基地升空。
- 1970年：泛美航空啟用世界上第一架廣體商務客機波音747，飛航倫敦至紐約航線。
- 1973年：冰島赫馬島火山爆發。[2]
- 1973年：美國最高法院針對羅訴韋德案做出重大裁定，要求對婦女墮胎權的限制應該採取嚴格審查標準。
- 1973年：一架皇家約旦航空波音707包機在奈及利亞卡諾降落時墜毀，176人罹難。
- 1979年：橋頭事件，為台灣實施戒嚴令三十年以來首次爆發的政治示威活動。
- 1980年：蘇聯氫彈重要設計師因為在莫斯科公開反對蘇聯入侵阿富汗而遭到逮捕，並被流放至高爾基。
- 1984年：美國蘋果公司推出首臺具備圖形使用者介面的麥金塔個人電腦，並在當年度超級盃上首映電視廣告《1984》。
- 1996年：黎巴嫩貝魯特股票交易市場重開。

### 21世紀
- 2006年：埃沃·莫拉萊斯就任玻利維亞總統，成為該國第一位美洲原住民總統。
- 2011年：日本HTV-2货运飞船发射。
- 2012年：中國動漫熊出没播出。

## 出生
- 1440年：伊凡三世，莫斯科大公（1505年逝世）
- 1557年：沈有容，明朝官員（1627年逝世）
- 1560年：石田三成，日本戰國時代和安土桃山時代的武將及大名（1600年逝世）
- 1561年：弗兰西斯·培根，英國哲學家（1626年逝世）
- 1729年：戈特霍尔德·埃夫莱姆·莱辛，德國劇作家（1781年逝世）
- 1737年：劉躍雲，清朝政治人物（1808年逝世）
- 1788年：拜伦，英國詩人（1824年逝世）
- 1797年：利奧波丁娜，奥地利女大公和巴西皇后（1826年逝世）
- 1831年：法兰西斯·古德里，南非數學家、植物學家（1899年逝世）
- 1858年：盧吉，香港總督（1945年逝世）
- 1865年：弗裡德里希·帕邢，德國物理學家（1947年逝世）
- 1872年：田山花袋，日本小說家（1930年逝世）
- 1875年：D·W·格里菲斯，美國電影導演（1948年逝世）
- 1880年：里斯·弗里傑什，匈牙利數學家（1956年逝世）
- 1894年：海因茨·赫克，德國動物學家（1982年逝世）
- 1898年：谢尔盖·爱森斯坦，蘇聯導演、電影理論家（1948年逝世）
- 1904年：蔡孝乾，台灣陸軍少將（1982年逝世）
- 1904年：喬治·巴蘭奇，美國芭蕾舞之父（1983年逝世）
- 1908年：列夫·朗道，苏联物理學家（1968年逝世）
- 1909年：吳丹，緬甸外交官，第3任聯合國秘書長（1974年逝世）
- 1914年：王振祖，曾任南京國民政府文官，京劇「梅派」名伶（1980年逝世）
- 1922年：張奧偉，香港政界人物（2003年逝世）
- 1930年：余英時，中國歷史學家（2021年逝世）
- 1931年：山姆·庫克，美國男歌手（1964年逝世）
- 1931年：聖嚴法師，台灣佛教法师（2009年逝世）
- 1935年：莎罗马，马来西亚歌手和演员，同时也是巨星比·南利的妻子。（1983年逝世）
- 1936年：王鼎昌，新加坡政治人物，第5任新加坡总统（2002年逝世）
- 1938年：讓·泰蘭迪埃，法國職業足球運動員
- 1939年：千葉真一，日本男演員（2021年逝世）
- 1939年：阿爾弗雷多·帕拉西奧，厄瓜多政治人物，第44任厄瓜多總統（2025年逝世）
- 1946年：張成澤，曾任朝鮮黨政軍多項要職，現任領導人金正恩的姑丈（2013年逝世）
- 1947年：蔣大為，中國歌手
- 1947年：約翰·馬敬能，英國鳥類學家
- 1949年：陳鑑林，香港政界人物
- 1950年：傅萊德里·修特，美國翻譯家、口譯員、作家
- 1951年：能條純一，日本漫畫家
- 1953年：吉姆·賈木許，美國電影導演
- 1959年：卓榮泰，臺灣政治人物，現任行政院院長
- 1959年：琳達·布萊爾，美國女演員
- 1960年：桝田省治，日本電子遊戲設計師
- 1962年：謝長亨，臺灣職業棒球運動員、教練
- 1964年：鳳蘭，華裔日本女演員
- 1965年：黃德森，香港滑浪風帆運動員
- 1965年：黛安·蓮恩，美國女演員
- 1968年：森江博，日本貝斯手
- 1968年：弗兰克·勒伯夫，法國足球運動員
- 1969年：許晴，中國演員
- 1972年：朴璐美，日本女性聲優
- 1974年：約瑟夫·穆斯卡特，馬耳他政治家
- 1977年：中田英壽，日本足球運動員
- 1978年：松田健一郎，日本男性聲優
- 1978年：歐馬·希，法國男演員
- 1979年：陳致中，台灣政治人物，前中華民國總統陳水扁長子，曾任高雄市議會第1屆議員，現任高雄市議會第3屆議員
- 1979年：林威助，台灣旅日棒球選手
- 1981年：柯有綸，台灣歌手
- 1983年：陽耀勳，台灣旅日棒球選手
- 1986年：李國毅，台灣演員
- 1987年：习雪，中國演員
- 1987年：蕭亮，香港足球運動員
- 1990年：，香港女演員
- 1992年：新內真衣，日本女子偶像團乃木坂46成員
- 1992年：柯煒林，香港演員
- 1993年：劉浩霖，香港足球運動員
- 1993年：永瀨匡，日本演員
- 1993年：佟梦实，中國演員
- 1993年：裴允京，韩國演員
- 1993年：張哲通，馬來西亞籍新加坡演員
- 1995年：董又霖，臺灣男演員、歌手
- 1996年：田中美海，日本女性聲優
- 1996年：市來玲奈，日本電視台主播，女子偶像團體乃木坂46前成員
- 1996年：佐佐木久美，日本女子偶像團體日向坂46一期生兼隊長
- 1997年：樊振東，中國男子乒乓球運動員
- 1997年：宮本侑芽，日本女性聲優
- 1997年：生田繪梨花，日本女子偶像团体乃木坂46成員
- 1997年：李濬榮，韓國男子偶像團體U-KISS、UNB成員
- 2000年：李瑞渊，韓國女子偶像團體fromis_9成員
- 2001年：李权哲，中國男子偶像團體乐华七子NEXT成員
- 2002年：凱特琳·克拉克，美國女子籃球運動員
- 2004年：宮世琉彌，日本男演員
- 2006年：任暟晴，香港女歌手
- 2025年：雅典娜·馬佩利·莫茨，英國王室成員

## 逝世
- 906年：何太后，唐朝皇太后（生年不詳）
- 1129年：源俊賴，日本平安時代後期貴族、歌人（1055年出生）
- 1170年：王重阳，道教全真派的创始人（1113年出生）
- 1666年：沙賈汗，印度蒙兀兒帝國皇帝（1592年出生）
- 1813年：金光悌，清朝官員（1747年出生）
- 1851年：國定忠治，日本江戶時代俠客（1810年出生）
- 1901年：維多利亞，英國女王、印度女皇（1819年出生）
- 1919年：卡爾·拉森，瑞典畫家（1853年出生）
- 1942年：萧红，中国女作家（1911年出生）
- 1945年：盧吉，香港總督（1858年出生）
- 1961年：弗蘭茲·庫恩，德國著名中國文學翻譯家（1884年出生）
- 1973年：林登·詹森，美國政治人物，第36任美國總統（1908年出生）
- 1968年：杜克·卡哈納莫庫，美國男子游泳運動員（1890年出生）
- 1993年：安部公房，日本存在主義作家（1924年出生）
- 2005年：蕭蔚雲，中國法學家、前香港基本法起草委員會委員（1924年出生）
- 2008年：鍾錦，香港企業家、飲食界人士（1942年出生）
- 2008年：希斯·萊傑，澳大利亞男演員（1979年出生）
- 2009年：梁羽生，中國著名武俠小說作家（1924年出生）
- 2011年：黃龍，台灣歌仔戲演員（1951年出生）
- 2014年：米哈伊洛·日茲涅夫斯基，白俄羅斯活動家、記者，烏克蘭英雄（1988年出生）
- 2015年：溫德爾·H·福特，美國政治人物，第53任肯塔基州州長，前肯塔基州聯邦參議員（1924年出生）
- 2017年：陳玉梅，台灣政治人物，臺北市議會第7至第11屆議員（1966年出生）
- 2018年：娥蘇拉·勒瑰恩，美國作家（1929年出生）
- 2021年：漢克·阿倫，前美國職棒大聯盟球員（1934年出生）
- 2022年：約翰·胡爾廷，瑞典裔美國病理學家（1924年出生）
- 2022年：釋一行，越南禪宗僧侶、詩人、學者及和平主義者（1926年出生）
- 2024年：阿諾·彭齊亞斯，德國裔美國無線電天文學家，微波背景輻射的發現者之一，1978年諾貝爾物理學獎得主（1933年出生）
- 2025年：韋奇立，葡萄牙政治人物，第127任澳門總督（1939年出生）

## 节假日和习俗
- 乌克兰：統一日
- 波蘭：祖父節
- 以色列：工程師節